# Kanton Charvieu-Chavagneux
Charvieu-Chavagneux is een kanton van het Franse departement Isère. Het kanton maakt deel uit van het arrondissement La Tour-du-Pin. Het heeft een oppervlakte van 248.31 km² en telt 55.920 inwoners in 2018, dat is een dichtheid van 225 inwoners/km².
Het kanton Charvieu-Chavagneux werd opgericht bij decreet van 18 februari 2014, met uitwerking op 22 maart 2015 en omvat volgende 24 gemeenten:
- Annoisin-Chatelans
- Anthon
- Charvieu-Chavagneux (hoofdplaats)
- Chavanoz
- Chozeau
- Crémieu
- Dizimieu
- Hières-sur-Amby
- Janneyrias
- Leyrieu
- Moras
- Panossas
- Pont-de-Chéruy
- Saint-Baudille-de-la-Tour
- Saint-Hilaire-de-Brens
- Saint-Romain-de-Jalionas
- Siccieu-Saint-Julien-et-Carisieu
- Tignieu-Jameyzieu
- Trept
- Vénérieu
- Vernas
- Veyssilieu
- Villemoirieu
- Villette-d'Anthon